# كسر كوليس

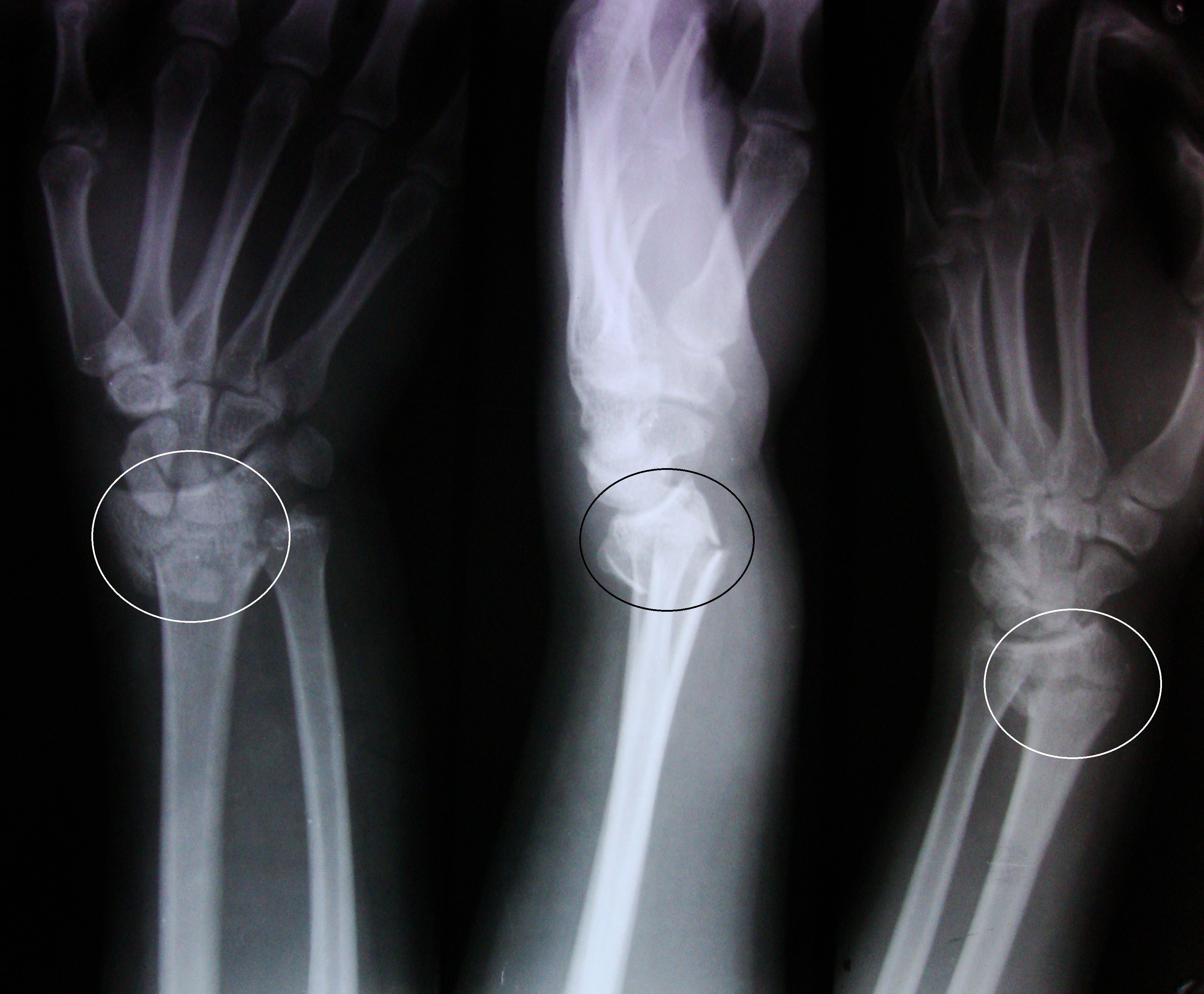
صورة شعاعية تظهر كسر كولس

كسر كولِس (بالإنجليزية: Colles' fracture)‏ هو كسر في النهاية البعيدة للكعبرة مع انزياح ظهري (خلفي) للمعصم واليد. يدعى هذا الكسر أحياناً بتشوه ظهر الشوكة أو تشوه الحربة بسبب الشكل الذي يأخذه مقدم الساعد. لمناقشة تفصيلية أكثر راجع كسر الكعبرة البعيد.
يُعالج الكسر بالتثبيت أو الجراحة. يمكن إجراء الرد الجراحي والتثبيت عند الأشخاص الأكبر من 50 عامًا في معظم الحالات. يمكن تدبير الألم خلال عملية الرد بالتخدير الواعي أو إحصار الورم الدموي. تصل مدة الشفاء أحيانًا إلى سنة أو سنتين.
يحدث كسر كوليس عند نحو 15% من الناس في مرحلة ما من الحياة. وهو أكثر شيوعًا عند الشباب وكبار السن مقارنة بالأطفال والبالغين في منتصف العمر. وتصاب النساء أكثر من الرجال. سُمي الكسر تيمنًا بالطبيب أبراهام كوليس الذي وصفه في عام 1814.

## الأسباب
أشيع سبب لحدوث هذا الكسر السقوط على سطح صلب مع محاولة الاستناد على اليد الممدودة، يؤدي السقوط مع قبض المعصم إلى حدوث كسر سميث. وُصف كسر كوليس في البداية عند كبار السن و/أو النساء بعد سن الضهي. يحدث عادة على بعد 3-5 سم أدنى المفصل الزندي الكعبري مع انزياح خلفي وحشي للقطعة البعيدة يسبب تشوه «ظهر الشوكة» أو «الحربة». يشيع حدوث كسر كوليس عند المصابين بترقق العظام، وهو الكسر الأشيع عندهم بعد كسور الفقرات.

## التصنيف
يستخدم مصطلح كسر كوليس للتعبير عن الكسور في النهاية البعيدة للكعبرة، عند الاتصال الإسفنجي القشري لها. يستخدم المصطلح الآن بشكل أوسع للدلالة على أي كسر في النهاية البعيدة للكعبرة مترافق بانزياح ظهري لشدفتي الكسر مع إصابة الزند أو دونها. وصف كوليس الكسر بأنه كسر «يحدث على بعد نحو إنش ونصف (38 ملم) أعلى الطرف الرسغي للكعبرة» ويكون «الرسغ وقاعدة الأمشاط متراجعة للخلف». يُشار أحيانًا إلى هذا الكسر بتشوه «ظهر الشوكة» أو «الحربة» بسبب مظهر اليد الناتج عنه.
يمكن تصنيف كسور كوليس وفق أنظمة مختلفة تتضمن تصنيفات فريكمان، وغارتلاند وويرلي، وليدستروم، ونيسن لاي، بالإضافة إلى تصنيفات أقدم.

## المعالجة
يعتمد التدبير على شدة الكسر. يمكن أن يعالج الكسر غير المتبدل بجبائر التثبيت فقط. تطبق الجبيرة والرسغ بوضعية العطف الراحي والانحراف الزندي. يمكن أن يحتاج الكسر الذي ترافق بتزوٍ وانزياح طفيفين إلى الرد المغلق. توجد بعض الأدلة على أن التثبيت والمعصم في وضعية العطف الظهري أعطى نتائج وظيفية أفضل ونكسًا أقل. يتطلب التزوي الكبير الرد المفتوح والتثبيت الداخلي.

## المآل
يعتمد الوقت اللازم للتعافي على درجة الانزياح العظمي، وعدد الشظايا العظمية، وما إذا كان الكسر «داخل المفصل» (يصيب المفصل الرسغي)، وعمر الشخص وجنسه وتاريخه الطبي، وتتراوح فترة الشفاء من شهرين إلى عام أو أكثر.

## الوبائيات
تحدث كسور كوليس عند كل الفئات العمرية، وتُبدي بعض الأنماط توزعًا عمريًا.
- عند كبار السن، وبسبب ترقق قشر العظم، يكون الكسر غالبًا خارج المفصل.
- تلزم طاقة أكبر لإحداث الكسر عند الأفراد الأصغر سنًا، ولذلك يصابون بأنماط داخل مفصلية أكثر تعقيدًا. عند الأطفال الذين تكون الصفيحة المشاشية عندهم مفتوحة (مازالت في طور النمو)، يُعادل «انزلاق المشاش» كسر كوليس، بشكل شبيه بانزلاقات المشاش في المفاصل الأخرى، كانزلاق مشاش رأس الفخذ. تسمى هذه الحالة كسر سالتر من الدرجة الأولى أو الثانية وتمر القوى المحدِثة بالصفيحة المشاشية الأضعف.
- أكثر شيوعا عند النساء بسبب هشاشة العظام التالية لانقطاع الطمث.